# Plesioneuron altum
Plesioneuron altum är en kärrbräkenväxtart som först beskrevs av Guido Georg Wilhelm Brause, och fick sitt nu gällande namn av Holtt. Plesioneuron altum ingår i släktet Plesioneuron och familjen Thelypteridaceae. Inga underarter finns listade.